# Tczów (gemeente)
De gemeente Tczów is een landgemeente in het Poolse woiwodschap Mazovië, in powiat Zwoleński.
De zetel van de gemeente is in Tczów.
Op 30 juni 2004 telde de gemeente 4906 inwoners.

## Oppervlakte gegevens
In 2002 bedroeg de totale oppervlakte van gemeente Tczów 72,12 km², waarvan:
- agrarisch gebied: 88%
- bossen: 7%

De gemeente beslaat 12,63% van de totale oppervlakte van de powiat.

## Demografie
Stand op 30 juni 2004:
| Omschrijving                   | Totaal | Totaal | Vrouwen | Vrouwen | Mannen | Mannen |
| ------------------------------ | ------ | ------ | ------- | ------- | ------ | ------ |
| eenheid                        | aantal | %      | aantal  | %       | aantal | %      |
| inwoners                       | 4906   | 100    | 2388    | 48,7    | 2518   | 51,3   |
| bevolkingsdichtheid (inw./km²) | 68     | 68     | 33,1    | 33,1    | 34,9   | 34,9   |

In 2002 bedroeg het gemiddelde inkomen per inwoner 1375,95 zł.

## Administratieve plaatsen (sołectwo)
Bartodzieje, Borki, Brzezinki Nowe, Brzezinki Stare, Janów, Józefów, Julianów, Kazimierzów, Lucin, Podzakrzówek, Rawica, Tczów, Tynica, Wincentów.

## Overige plaatsen
Chałupy, Dalsze, Do Szerokiej Drogi, Góry, Huta, Janówka Mała, Józefatka, Łany, Mostki, Nowa Rawica, Odnoga, Place, Pod Lasem, Podtynica, Poduchowne, Praga, Przerwańce, Szczyna, Średnia Wieś, Wilczy Ług, Wybrańce, Żabówka.

## Aangrenzende gemeenten
Gózd, Kazanów, Skaryszew, Zwoleń